# Neomenia grandis
Neomenia grandis är en blötdjursart. Neomenia grandis ingår i släktet Neomenia och familjen Neomeniidae. Inga underarter finns listade i Catalogue of Life.